# Leggadina lakedownensis
Leggadina lakedownensis е вид бозайник от семейство Мишкови (Muridae).

## Разпространение
Видът е разпространен в Австралия.